# Второй Московский государственный университет
2-й Моско́вский госуда́рственный университе́т (2-й МГУ) — высшее учебное заведение в городе Москве. Университет был создан в 1918 году на основе Московских высших женских курсов, впоследствии неоднократно подвергался реорганизациям, почти полностью изменившим его структуру. В 1930 году реорганизован в три самостоятельных вуза.

## История университета

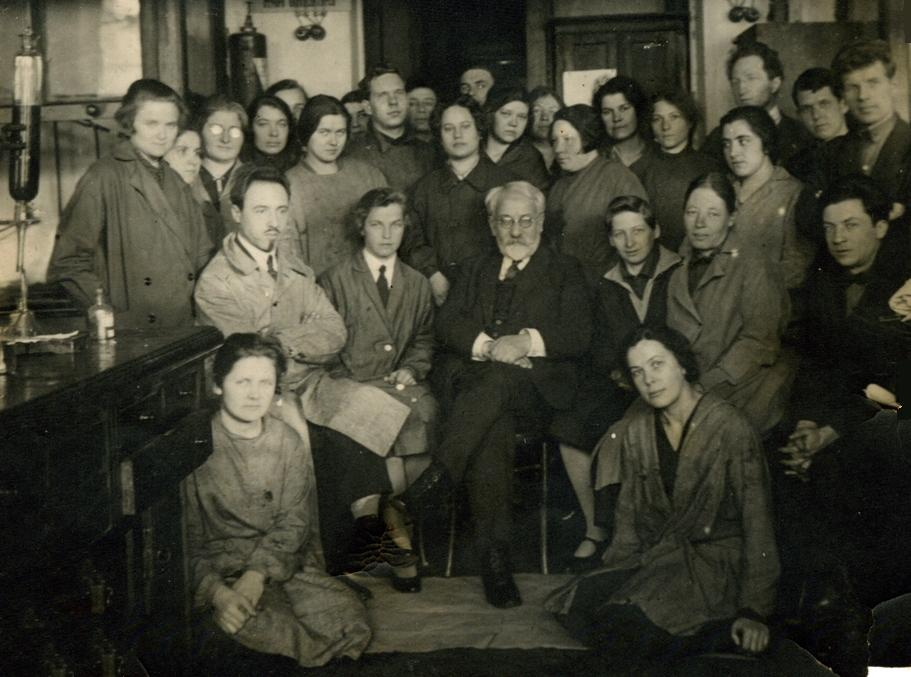
А. М. Беркенгейм со студентами 2-го МГУ

2-й Московский государственный университет был организован в соответствии с постановлением коллегии Народного комиссариата просвещения РСФСР от 16 октября 1918 года путём преобразования Московских высших женских курсов (МВЖК), существовавших с 1872 года. Это было реализацией обсуждавшегося ещё при Временном правительстве предложения о создании университета со смешанным составом студентов вместо чисто женского. Одновременно была проведена фактическая национализация МВЖК, ранее бывших общественным учебным заведением: во вновь образуемый 2-й МГУ был назначен особый правительственный комиссар. Вуз стал государственным.
Так же, как и в других высших учебных заведениях, во 2-м МГУ в целях демократизации состава студентов отменялись вступительные экзамены, что привело к безмерному увеличению числа студентов при самом разнообразном (подчас крайне низком) уровне их подготовки; из идеологических соображений преобразовывался учебный процесс, случалось и прямое вмешательство учащихся, поддерживаемых партийными органами, в организацию и определение содержания обучения.
Первоначально в составе 2-го МГУ были:
- Историко-филологический факультет
- Физико-математический факультет (с естественным, математическим и химико-фармацевтическим отделениями)
- Медицинский факультет

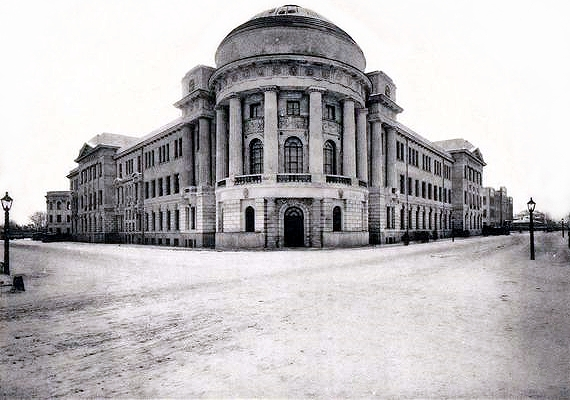
Здание 2-го МГУ

В 1919 году, в ходе реорганизации московского высшего образования, проходившей по принципу сосредоточения подготовки кадров по каждой из специальностей в одном месте, истфил и большая часть физмата были переведены в 1-й МГУ и слиты с соответствующими его факультетами. В составе 2-го МГУ остался только медицинский факультет и химико-фармацевтическое отделение, преобразованное в химический факультет. Соответствующее решение было оформлено постановлением Наркомпроса РСФСР от 20 августа 1919 года.
В 1921 году во 2-м Московском государственном университете был организован педагогический факультет, в будущем определивший лицо университета. В 1924 в результате реорганизации в состав 2-го МГУ вошел Педагогический институт детской дефективности, где он был преобразован в дефектологическое отделение педагогического факультета.
В 1927 году 2-й МГУ становится также и основным центром государственной системы заочного образования: 22 февраля 1927 года Президиум коллегии Наркомпроса утвердил положение о создании Бюро заочного обучения (БЗО) при педагогическом факультете 2-го МГУ. Бюро начало активную работу, и уже в 1928/29 учебном году выпускаемая БЗО методическая литература достигла общего объёма в 400 печатных листов.
Университет находился по адресу Малая Царицынская улица, дом 1.

### Реорганизация
Начавшаяся в 1929 году масштабная кампания реорганизации вузов привела к серьёзным переменам в жизни 2-го МГУ. Как единое высшее учебное заведение он был ликвидирован, а на его основе создавалось три самостоятельных института. Для проведения в жизнь этого решения создавалась специальная «Ликвидационная комиссия» с широкими полномочиями. 18 апреля 1930 г. она окончательно решила все организационные и имущественные вопросы, связанные с реформированием 2-го МГУ. Согласно её решениям, педфаку и строившемуся на его базе педагогическому институту передавались Главный корпус, Тихомировский корпус, здания в Курсовом и Мерзляковском переулках, а также находившиеся на улице Усачева и в Грибоедовском переулке студенческие общежития.
Таким образом, приказом Народного Комиссариата Просвещения № 234 от 18 апреля 1930 г. за подписью наркома просвещения РСФСР А. С. Бубнова и в соответствии с постановлением правительства Союза ССР 2-й Московский государственный университет был реорганизован:
- медфак — во 2-й Московский государственный медицинский институт (ныне Российский национальный исследовательский медицинский университет имени Н. И. Пирогова);
- химфак — в Московский институт тонкой химической технологии (позже Московский государственный университет тонких химических технологий имени М. В. Ломоносова, присоединенный в 2015 году к МИРЭА с образованием Московского технологического университета);
- педфак — в Московский государственный педагогический институт им. А. С. Бубнова (ныне Московский педагогический государственный университет);
- бюро заочного обучения (БЗО) при педфаке — в Центральный институт заочного педагогического образования (ЦИЗПО).

## Ректоры 2-го МГУ
Октябрь 1918 — октябрь 1919. Первым ректором 2-го МГУ был профессор Сергей Алексеевич Чаплыгин, бывший до того директором МВЖК, крупный учёный, математик и физик, один из основателей гидроаэродинамики.
Октябрь 1919 — май 1924. После реорганизации вуза в 1919 году пост ректора занял профессор Сергей Семенович Намёткин, выдающийся химик-органик, специалист в области химии нефти.
Май 1924—1930. В этот период университет возглавлял профессор Альберт Петрович Пинкевич, видный педагог и педолог, организатор системы народного образования. В октябре 1926 года его посылали в Финляндию, к И. Е. Репину, для переговоров о возвращении художника в Россию.

## Профессора и преподаватели
Во 2-м МГУ работали многие яркие ученые и практики образования. Состав преподавателей очень сильно изменился после перевода двух факультетов в 1-й МГУ в 1919 году, что разрушило преемственность в преподавании многих предметных дисциплин.
См. также: Преподаватели 2-го МГУ

## Известные выпускники
Основная категория: Категория:Выпускники 2-го МГУ